# Gastronomía de Cataluña
La gastronomía de Cataluña forma parte de la dieta mediterránea e incluye una gran variedad de productos del mar, de la montaña y de la huerta.

## Platos típicos

### Salsas

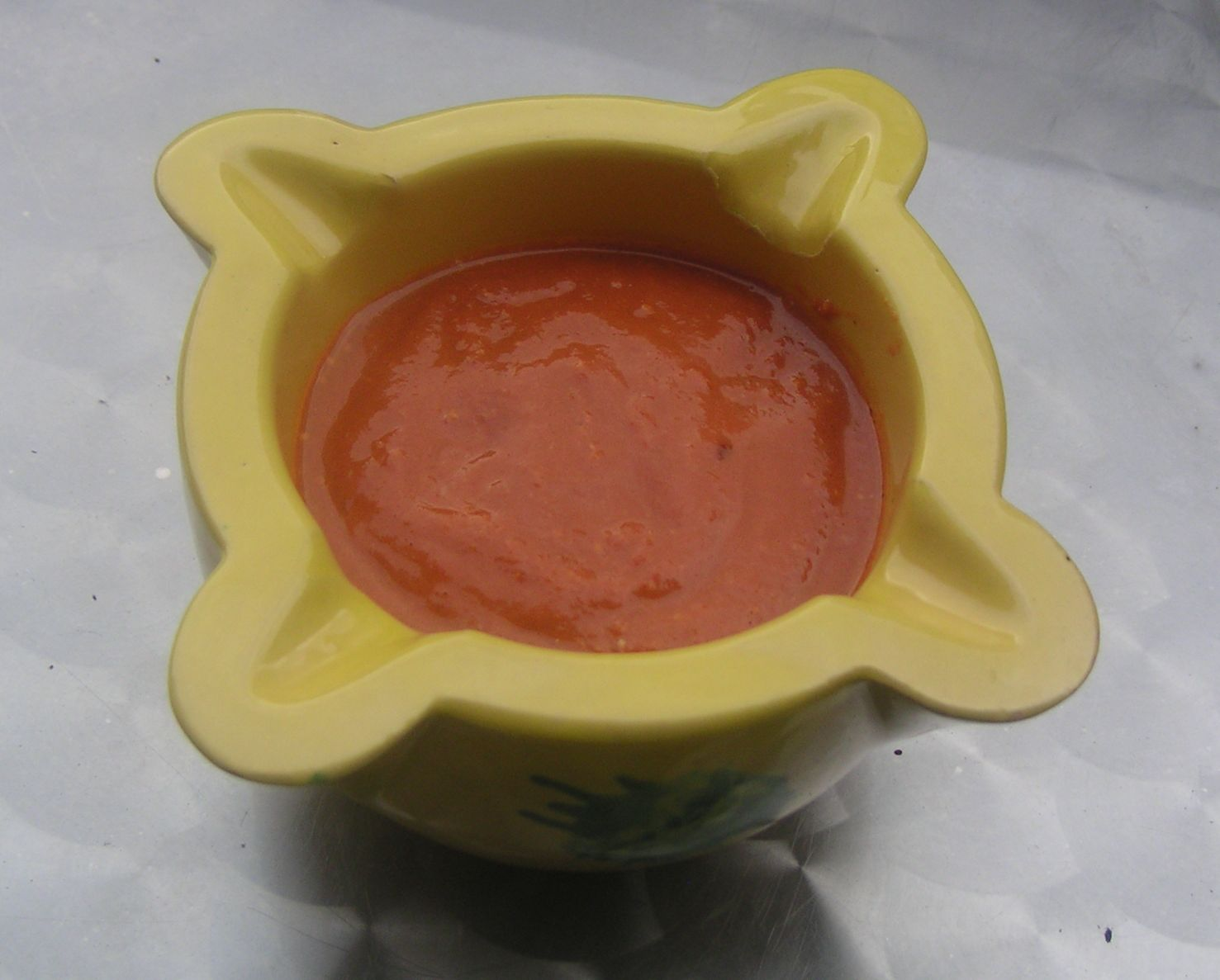
Salsa romesco.

El romesco es la salsa más característica que se utilizan en la cocina catalana. Consiste en una mezcla de tomate, pimientos de romesco, ajo asado, perejil, almendras, avellanas, piñones y pan que se añade a distintos guisos.

### Entrantes

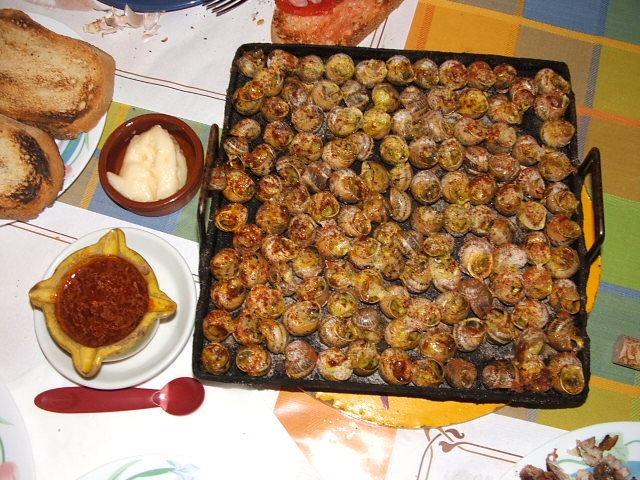
Caracoles a la llauna

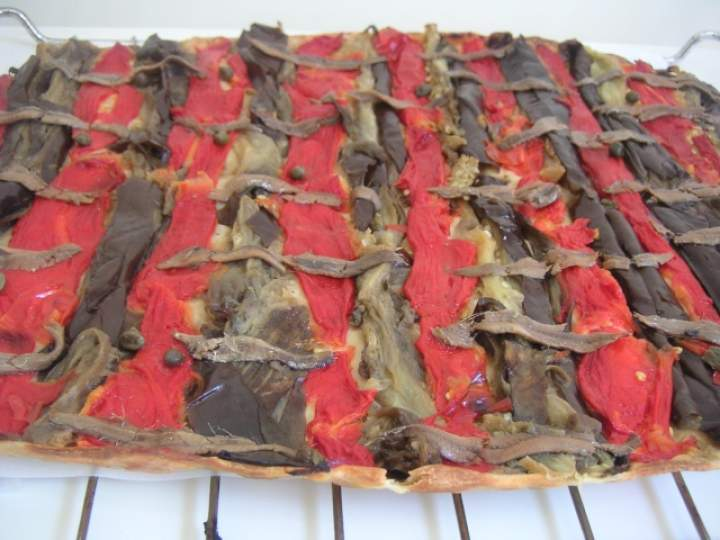
Coca de recapte con escalivada y anchoas de La Escala.

- Caracoles a la llauna, la manera más sencilla de prepararlos en Cataluña, en una bandeja al horno.
- Caracoles en salsa. Uno de los elementos característicos de la cocina catalana son las numerosas y específicas maneras de preparar los caracoles, muchas veces en salsa, que al contrario de en otras cocinas puede ser muy sofisticada y rica. De hecho, en Cataluña existe la expresión «costar más la salsa que los caracoles», en referencia a este plato y para señalar un caso en el que un adorno o aspecto o añadido de un evento es más caro que el evento en sí.
- Coca de recapte y otras cocas saladas y agridulces que existen. Como en otras partes de España (por ejemplo la Comunidad Valenciana) también hay cocas dulces que se comen de postre.
- Embutidos, entre ellos la butifarra, similar a la salchicha y de diversos tipos (negra, blanca, del perol o donegal, entre otras), el fuet de Vich y otros de la comarca de Osona, como el espetec o la secallona (similar al fuet pero de sección en forma de ocho), variantes de la longaniza.
- Ensalada catalana, a base de lechuga, tomate, cebolla tierna y olivas, siendo específica la inclusión de algunos embutidos variados de la tierra (butifarras variadas o fuet), en especial de los cocidos, cortados en láminas finísimas. Se aliña con aceite de oliva y sal, aunque puede añadirse un poco de vinagre. A veces se añaden algunas tiritas finas de pimiento verde o rojo.
- Escalivada, hecha con hortalizas mediterráneas, normalmente berenjena, pimiento rojo o cebolla, cocinadas al horno y servidas en tiras, a menudo en frío, aliñadas con aceite de oliva. Se come como entrada o acompañamiento, pero también es la base de multitud de recetas tradicionales y modernas.
- Pan con tomate (pa amb tomàquet), pan frotado con tomate y aliñado con aceite de oliva y sal. El pan utilizado puede ser de barra, o pan de payés. Suele acompañar a embutidos y tortillas, aunque también se come con otras cosas. En Cataluña los bocadillos básicos no se untan con mantequilla sino con tomate y aceite.
- Rovellones salteados con ajo y perejil.
- Samfaina, hortalizas variadas típicas del mediterráneo sofritas en una sartén con aceite de oliva. Existen platos parecidos en otras regiones de España y a lo largo de todo el arco mediterráneo.

### Primeros platos

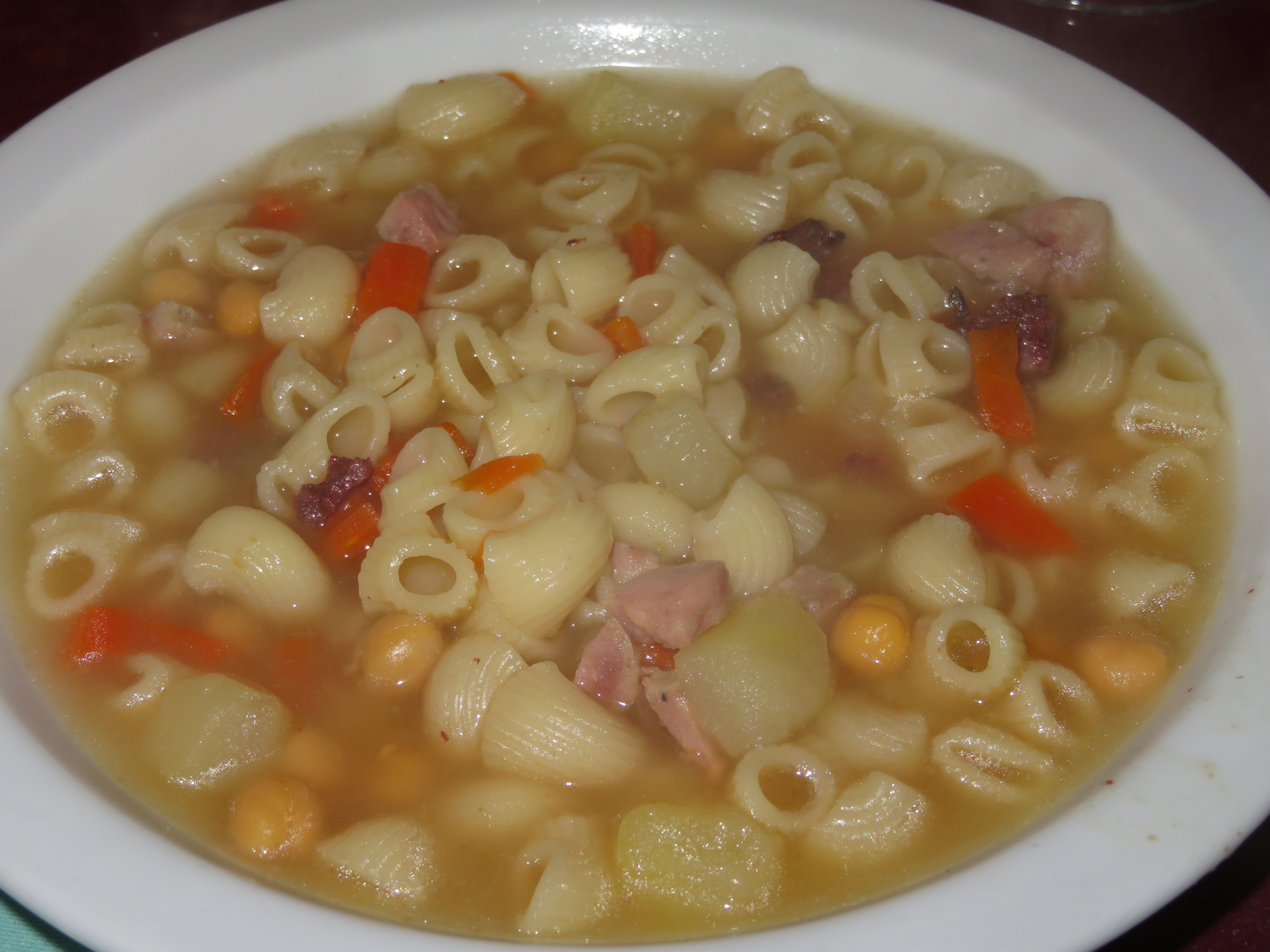
Escudella catalana

- Escudella catalanaEscudella i carn d'olla, una sopa y dos servicios.
- Faves ofegades, o habas a la catalana.
- Calçots, un tipo de cebolla local, cocinados a la brasa y mojados en salsa de calçots, que es distinta a la salsa romesco y al xató. Es costumbre comerlos en las llamadas calçotadas.
- Xató, ensalada con escarola, bacalao desalado y la salsa que le da el nombre.
- Sopa de tomillo (farigola).
- Empedrado, ensalada fría con tomate y alubias.
- Esqueixada, ensalada fría con bacalao desalado y desmigado.
- Trinxat de la Cerdaña, con col, patata y morcilla.
- Garbanzos o alubias salteados con espinacas o acelgas
- Espinacas a la catalana, salteadas con pasas y piñones
- Fideos a la cazuela, estofados con costilla de cerdo cortada a dados y con su hueso.

También son frecuentes los platos de pasta en los que ésta se hierve directamente en la salsa y con los ingredientes que la acompañan en el plato, como es el caso de los fideos negros o el rossejat de fideos. La pasta fue introducida en la gastronomía catalana por los árabes. En la cocina tradicional, la forma más utilizada es la de fideos finos, de tipo cabello de ángel, o gruesos, con o sin agujero.
Abundan también las preparaciones con arroz como el arroz a banda, arroz de bacalao con alcachofas, arroz Parellada, arroz negro, el arroz oscuro al estilo del Ampurdán, arroz con caracoles, arroz con espardeñas o arrossejat.

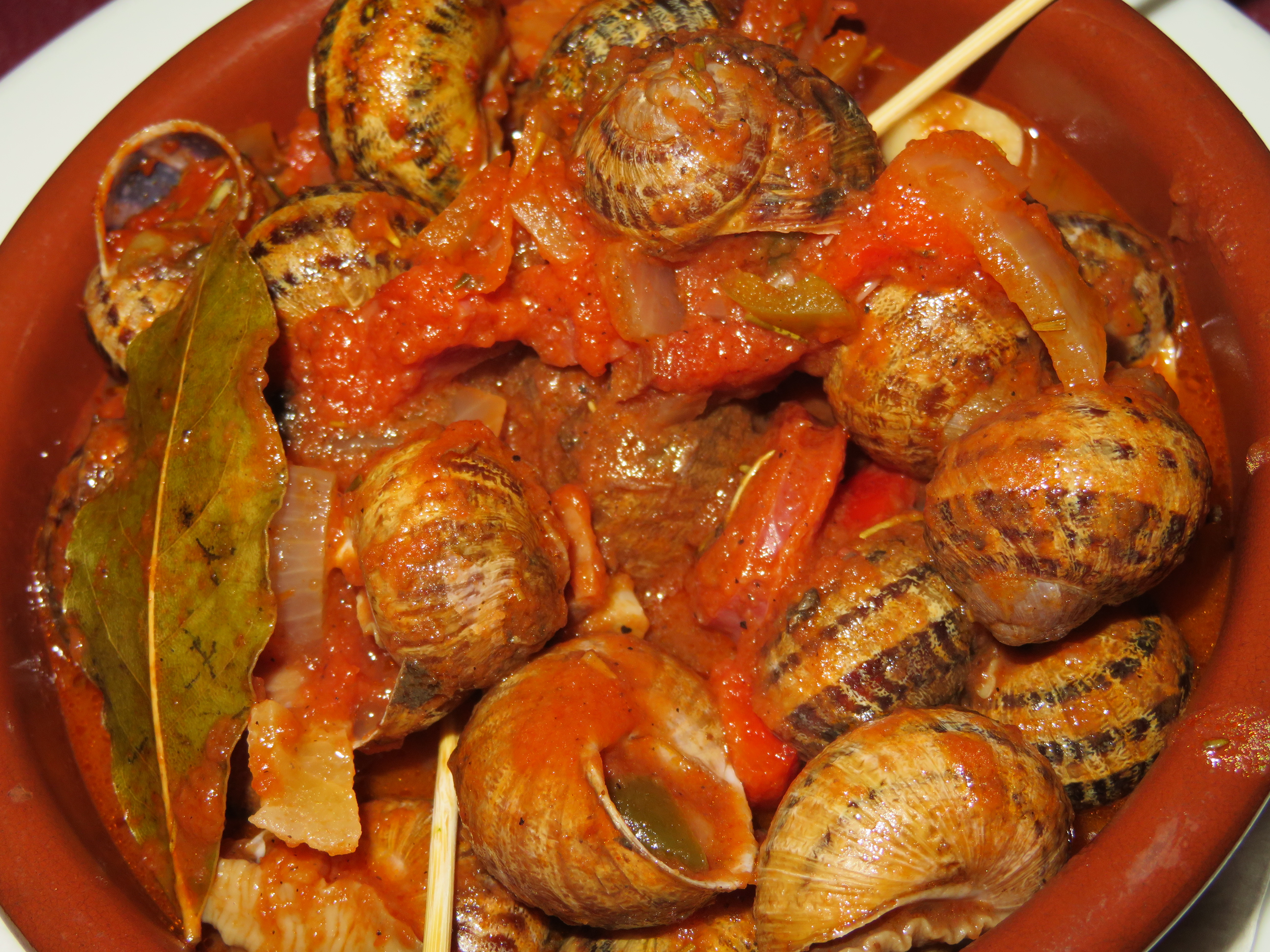
Caracoles a la catalana

### Carnes

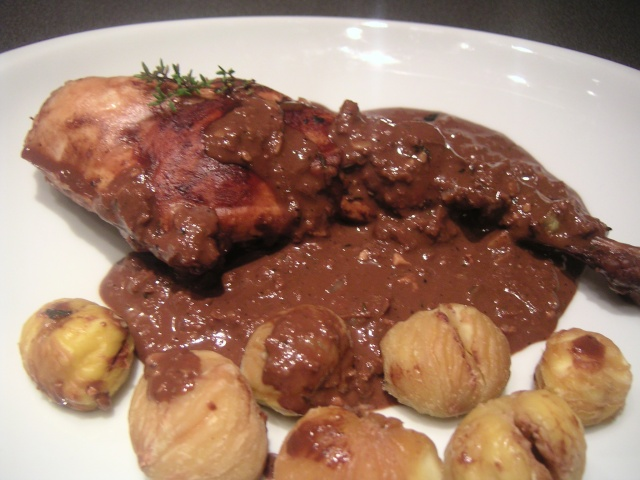
Conejo con chocolate.

- Albóndigas con sepia, albóndigas de carne cocinadas con sepia cortada a dados y en salsa.
- Butifarra con alubias), judías o mongetes.
- Ternera con setas (vedella amb bolets), las setas silvestres son muy apreciadas en Cataluña: rovellones, gírgolas, moixernons, etcétera.
- Conejo con caracoles.
- Mar i muntanya: por ejemplo, carne de conejo (conill) o de pollo (pollastre) con crustáceos (langosta, langostinos, gambas, cangrejos, etc.) y/o cefalópodos (sepia o calamares). Hubo una época en que el pollo era caro y el marisco se añadía al plato para alargarlo o para abaratarlo, poniendo menos cantidad de este. Lo mismo ocurría con el pavo, el conejo y otras carnes. Los ingredientes se pueden cocinar en salsa, al fuego en una cazuela de barro.
- Fricandó, finísimos cortes de ternera con salsa y setas.
- Pollo o pavo relleno, de ciruelas pasas (o de orejones) y piñones, y cocido en una cazuela de barro.
- Hígado encebollado (fetge amb ceba).
- Manitas de cerdo estofadas.
- Pato con peras (ànec amb peres), plato que tiene variantes con otras aves, como pavo o pollo.
- Cordero o conejo a la brasa con alioli. El cordero estaba reservado a las ocasiones especiales.
- Cap-i-pota, estofado con morro y manitas de ternera.
- Rostit, un tipo de asado característico de Cataluña.

### Pescado

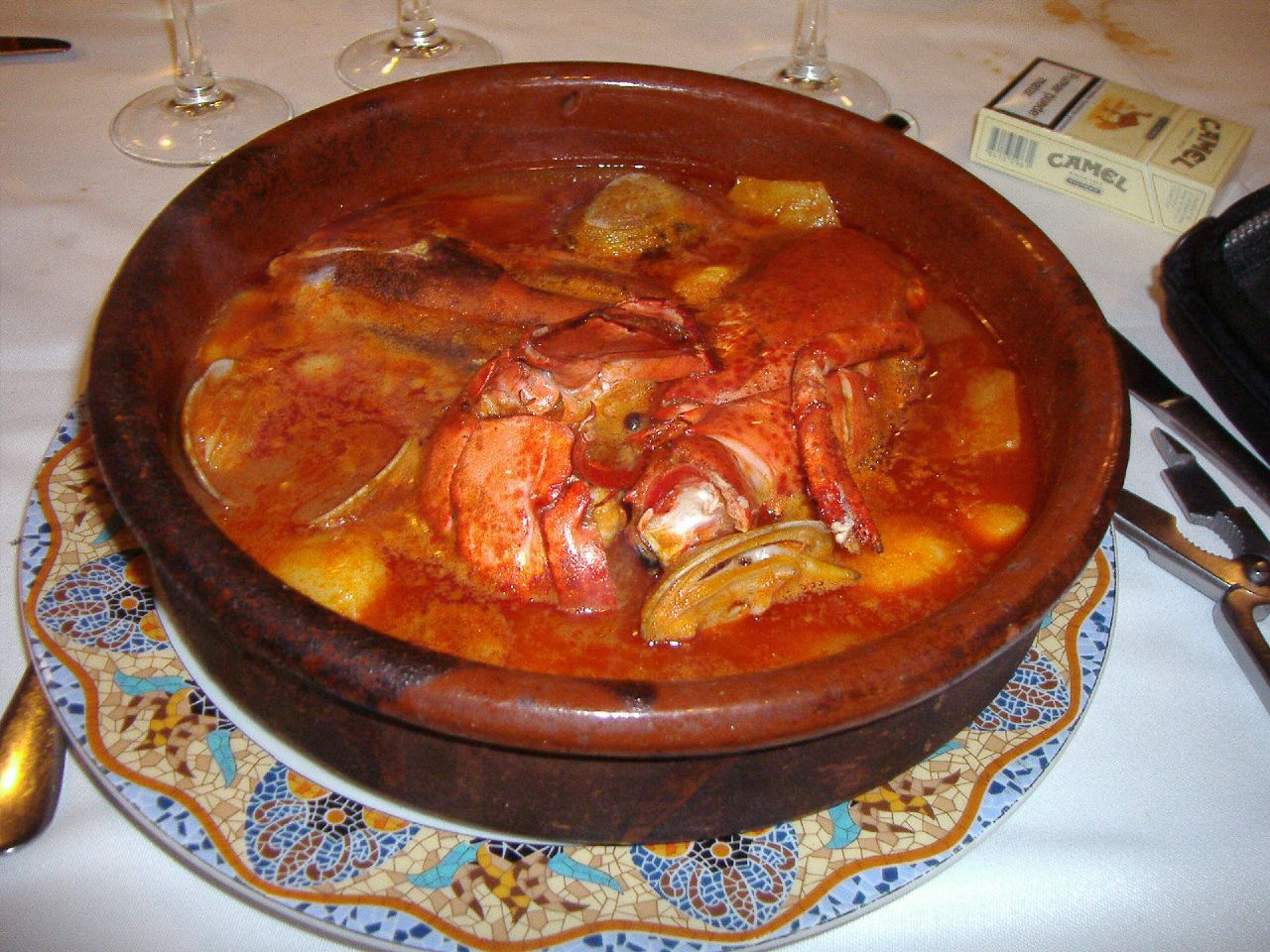
Suquet de peix.

En Cataluña el pescado suele ser de agua salada, abundando las recetas con rape, mero y otros pescados que aguantan las largas cocciones de los suquets y sopas de pescado, a veces con arroz. Los pescados de roca (como el rape y el cabracho o escórpora) son muy apreciados. Otros pescados blancos que también se comen son el gallo, el lenguado o la merluza. El pescado azul es especialmente popular, en especial las anchoas, las sardinas (sobre todo las más pequeñas), la caballa y el atún. Tampoco puede faltar el bacalao desalado. 
El pescado en filetes suele comerse frito, pasado por harina y a veces huevo, o a la plancha. También en cazuelas de barro con hortalizas y normalmente un sofrito y una picada. Las sopas de pescado son frecuentes y variadas. Al horno suele prepararse en panadera (con rodajas de patata y tomate).
Algunos ejemplos de platos más típicos son:
- Arengada.
- Atún con samfaina.
- Bacalao con pasas y piñones.
- Bacalao con sanfaina.
- Bacalao gratinado con alioli.
- Dorada a la sal.
- Rape Costa Brava.
- Suquet de peix (pescado).
- Zarzuela de pescado. Se llama "ópera" cuando contiene langosta.

Son famosos:
- Anchoas de La Escala.
- Anguilas del Delta del Ebro.

### Marisco

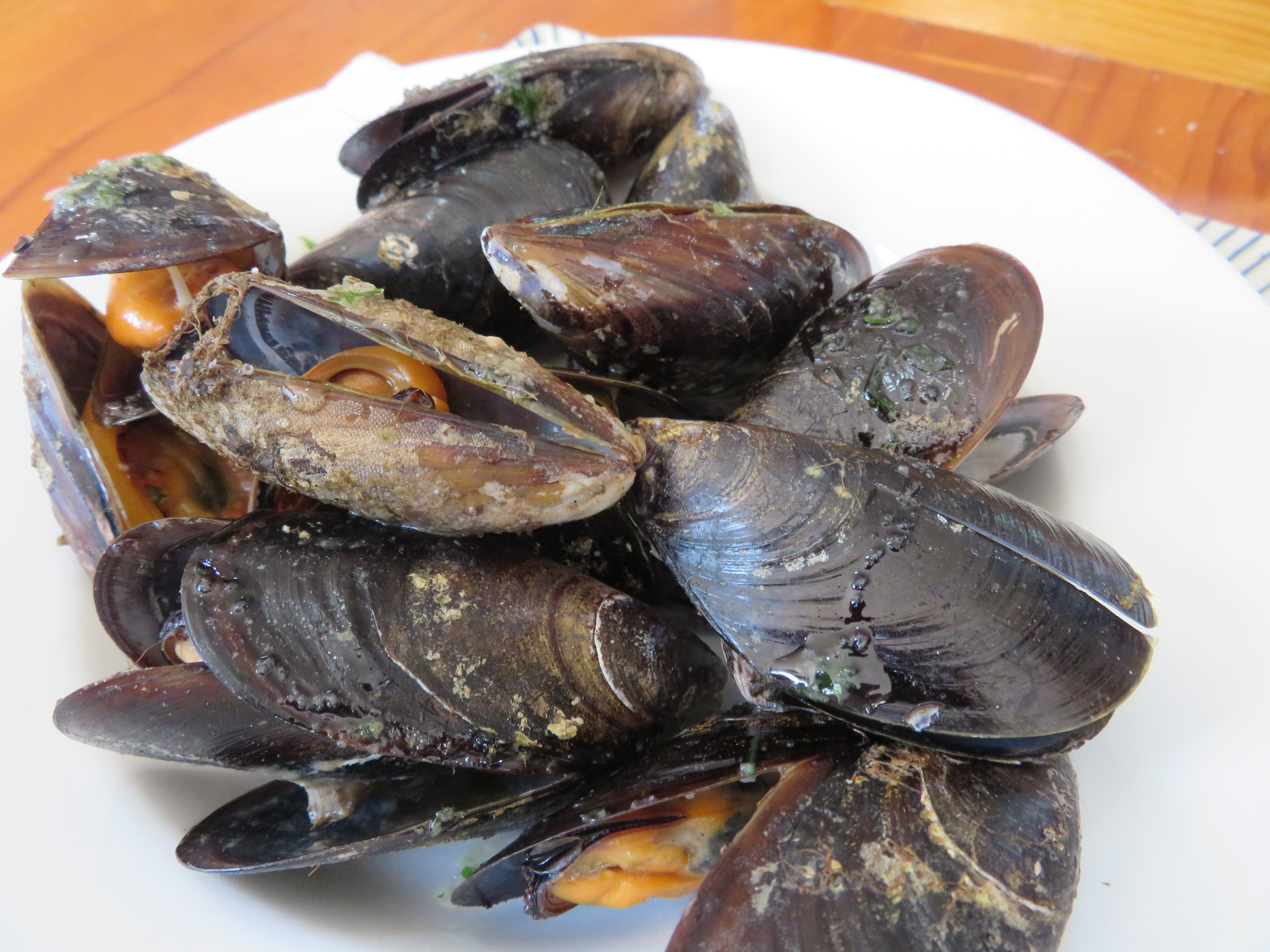
Musclos, mejillones al vapor

En la cocina catalana se utiliza el marisco con mucha frecuencia, primero en tapas, entrantes y aperitivos, generalmente en abundancia y preparados de una manera muy sencilla. Luego, para acompañar o formando parte de todo tipo de platos, sean a base de legumbres, cereales, pescado o también los de carne (el famoso mar i muntanya catalán). Esto se explica porque antes las almejas, los mejillones y los crustáceos en general eran muy fáciles de encontrar y más baratos que la carne o el pescado. Así, para alargar los platos y añadir proteínas, se completaban recetas en las que había (por ejemplo) poco pollo, añadiendo una cantidad igual de gambas.
Las sepias son muy apreciadas, por sí mismas y para dar sabor a otros platos. A veces se sustituyen por calamares. Los calamares pequeños se comen a menudo en sala y rellenos con carne o pescados diversos. Los cangrejos pequeños se usan también a menudo para dar sabor a sopas y arroces.
Los erizos de mar y las espardeñas son muy apreciados en Cataluña, aunque también empezaron siendo «comida de pescadores pobres».
Algunos platos típicos de marisco son:

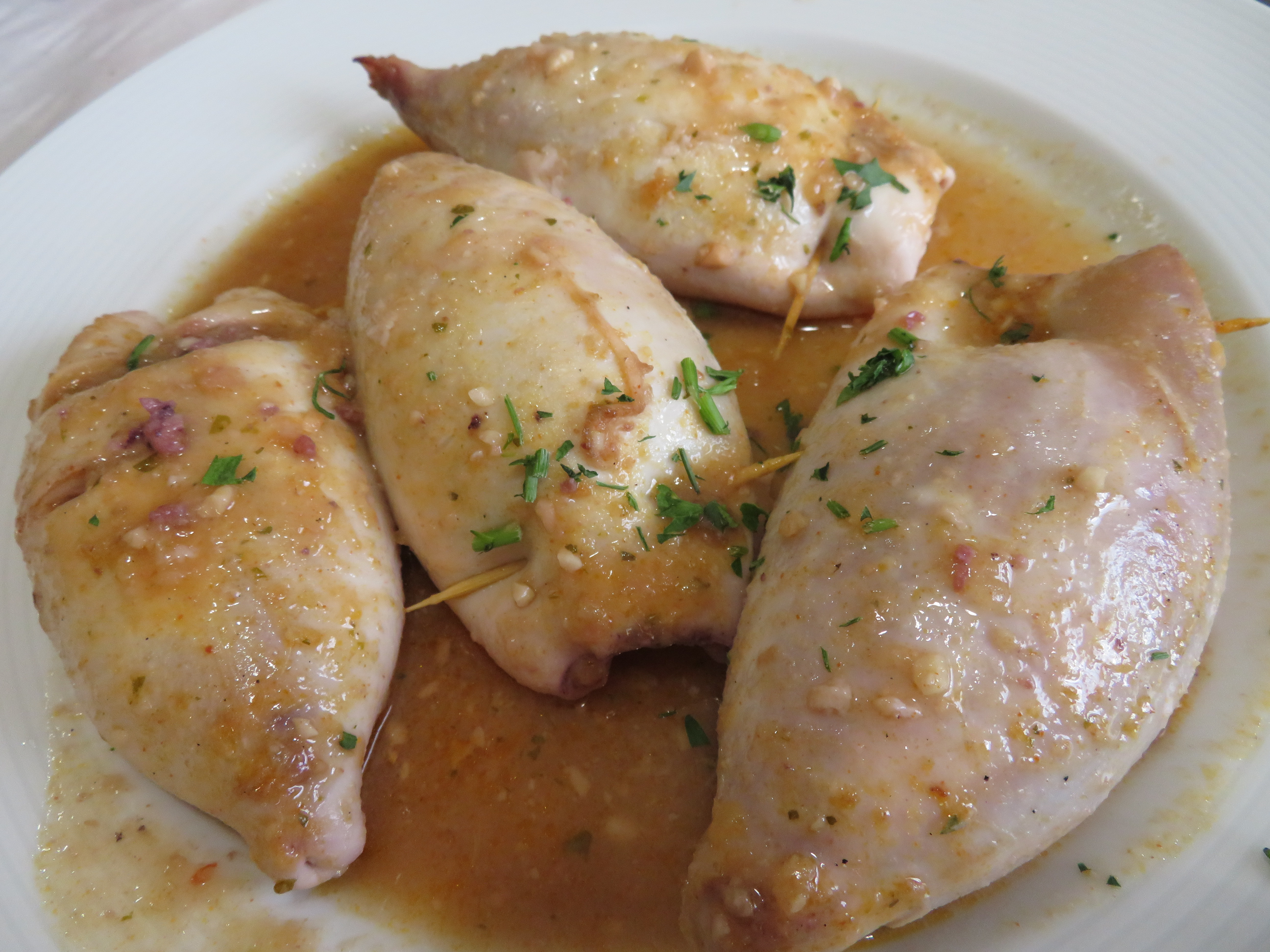
Calamares rellenos

- Calamares rellenosCalamares rellenos de carne o pescado.
- Almejas a la marinera.
- Langostinos al cava.
- Langostinos a la plancha, flambeados con brandy.
- Lentejas con sepia.
- Mariscada.
- Mejillones a la marinera, o a la catalana, abiertos al vapor en sofrito.
- Rabas.
- Sepia con guisantes en sofrito, a la que se pueden añadir albondiguitas de carne.

Son famosos:
- Caracoles puntiagudos de Villanueva.
- Gambas de Palamós.

### Postres y dulces

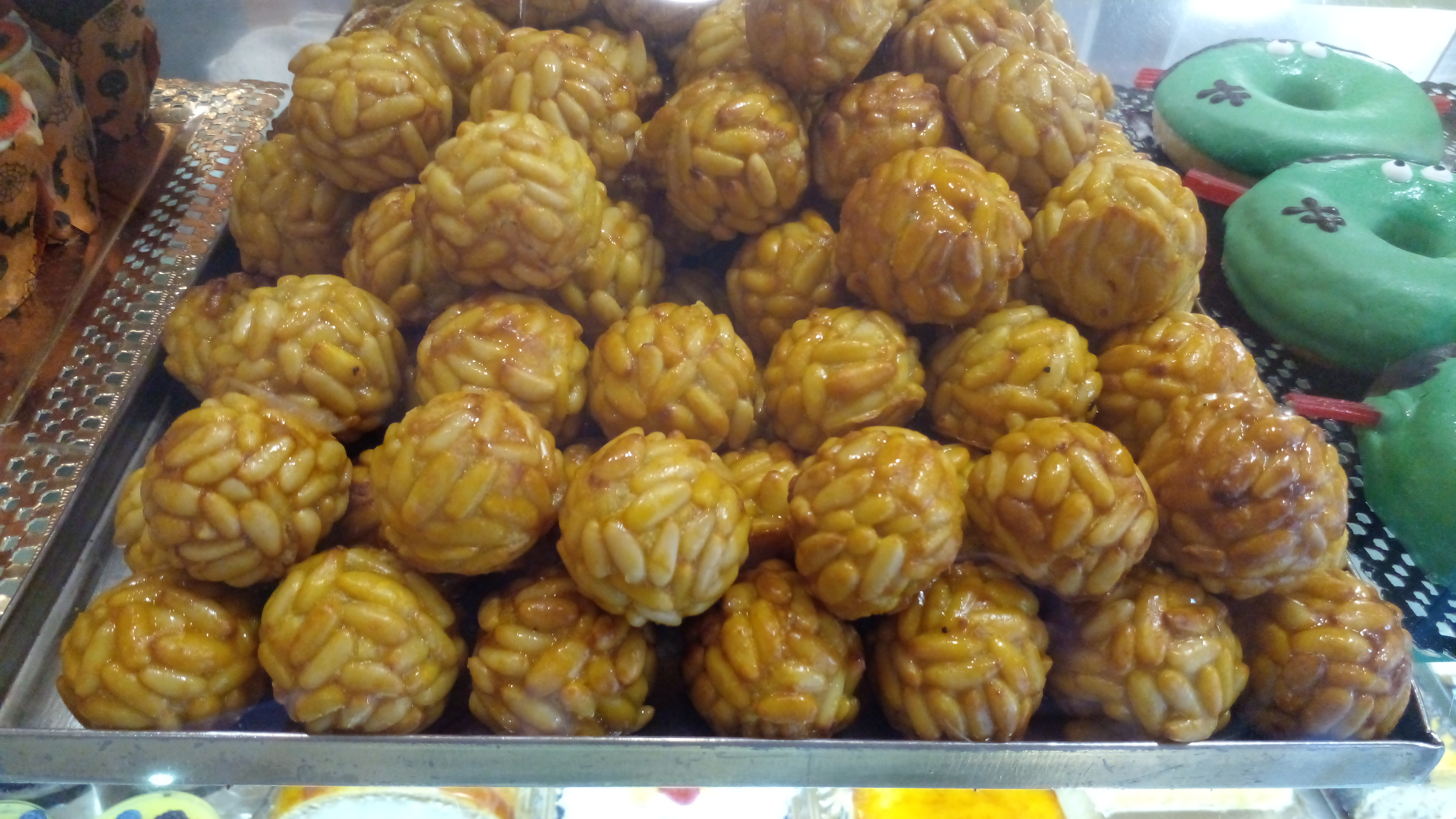
Panellets.

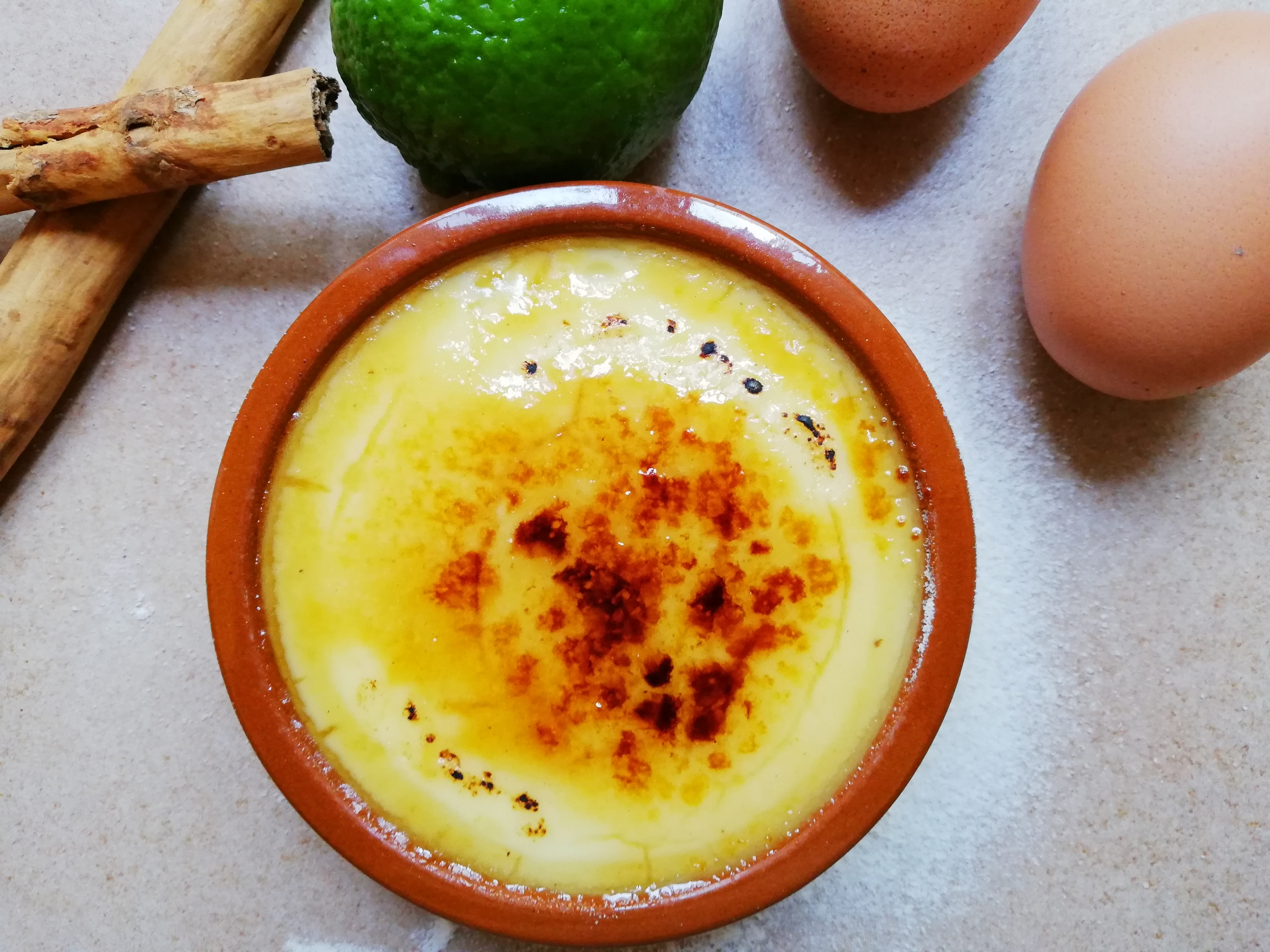
Crema catalana.

- Carquiñoles de almendraMel i matóCrema catalana.

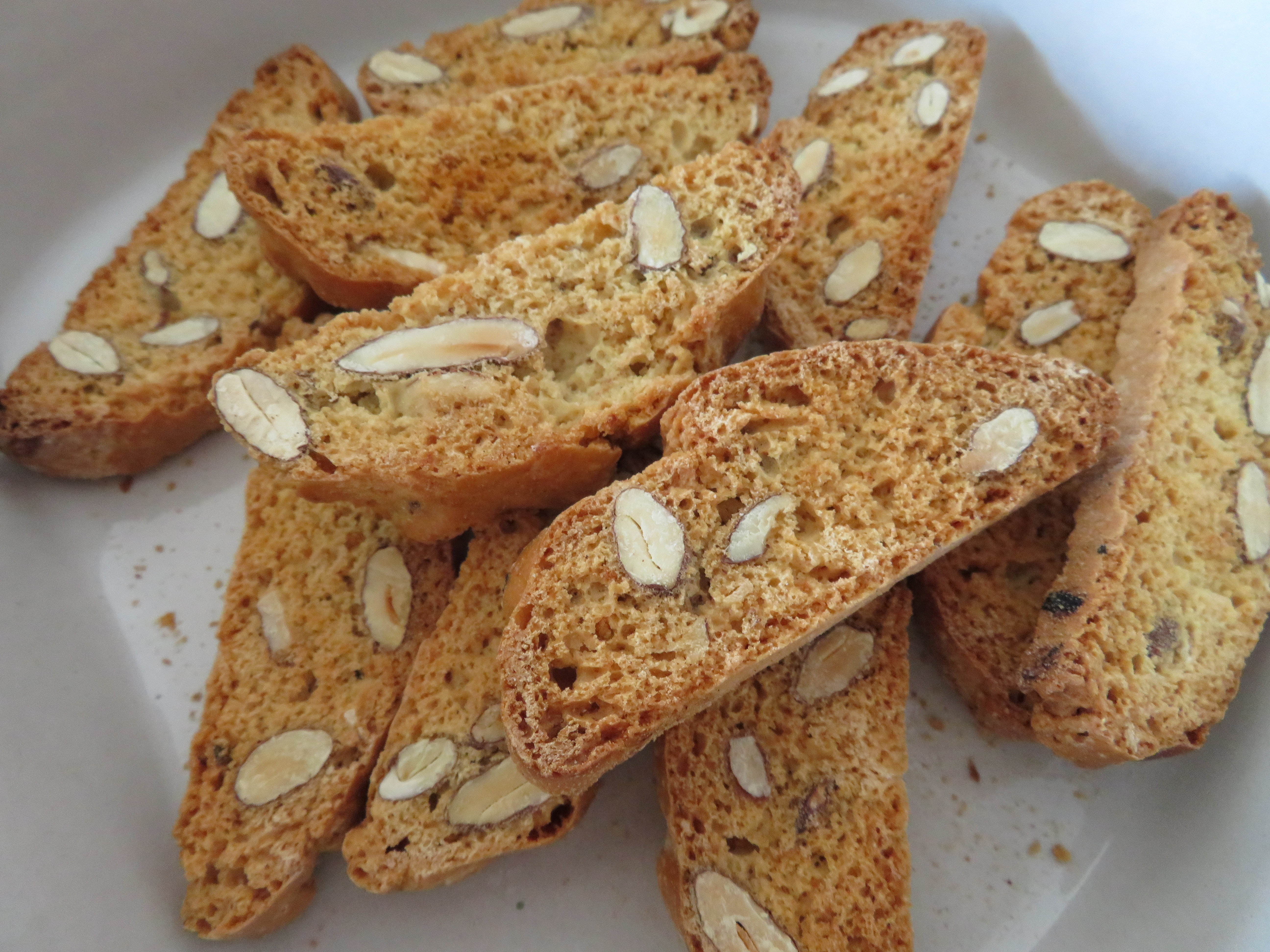
Carquiñoles de almendra

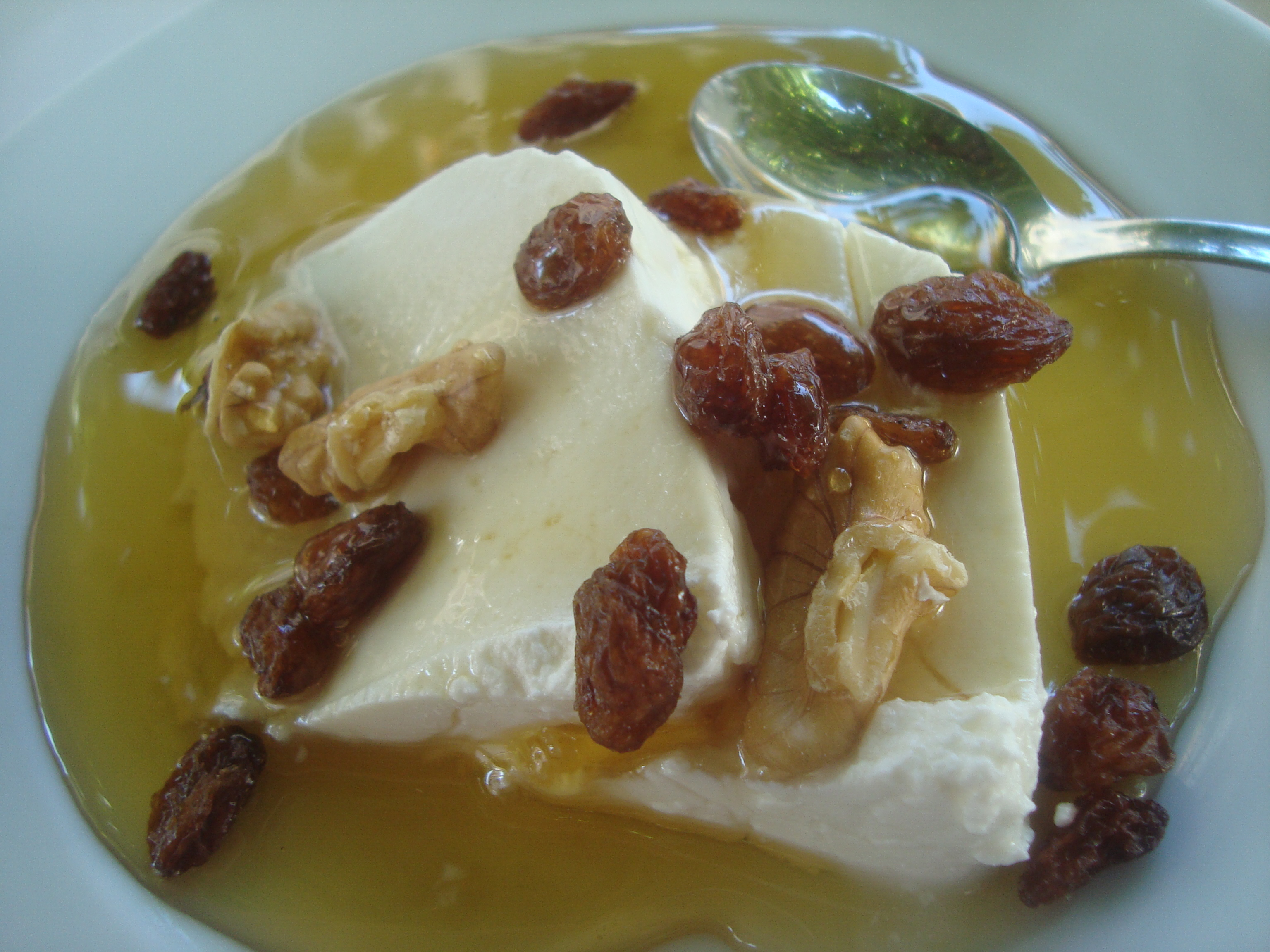
Mel i mató

- Mel i mató, un tipo concreto de queso acompañado de miel.
- Mona de Pascua de chocolate, a diferencia de la de masa y huevo.
- Bollos horneados como las cocas (dulces, a destacar la coca de San Juan) y los torteles.
- Dulces variados: orelletes, panellets, pastissets, pets de monja, susos (xuixos), etcétera.
- Postre de músico: una mezcla de diferentes frutos secos acompañados de moscatel.
- Almendras garrapiñadas.
- Borregos, dulces típicos de Cardedeu.
- Pa de pessic, un tipo de bizcocho muy esponjoso.
- Melindres.
- Carquiñoles, pastas con almendras muy típicas de Cataluña.
- Neulas, barquillos típicamente catalanes.
- Variantes del turrón, típico de Jijona (Alicante), como el elaborado en Agramunt.

## Bebidas

Vinos con Denominación de Origen de Cataluña.

### Vinos y otras bebidas
Cataluña también se distingue por su gran tradición vinícola. Las zonas del Panadés, Alella, El Priorato y el Segre son grandes productoras de una gran variedad de vinos. El más conocido y exportado es el cava del Panadés, cuya producción lideran empresas familiares como Freixenet y Codorníu.
También hay que destacar la ratafía.
O el Anís del mono de Badalona.

## Cocineros y restaurantes
Cabe anotar que Cataluña ofrece una gran variedad de restaurantes con cocina de todas las regiones españolas, así como de cocina internacional. Barcelona es la ciudad con mayor cantidad y variedad de restaurantes, ya que es también la ciudad mayor. Cuenta en total con nueve estrellas "Michelín" y es la primera de la lista de 2009 de "Mejores ciudades gastronómicas del mundo", según la cadena norteamericana de televisión MSNBC. Pero la cocina catalana no son sólo unos restaurantes en una ciudad sino la cocina casera tradicional cotidiana de los catalanes, en la ciudad y fuera de ella. Prueba de ello es que los restaurantes más premiados están repartidos por toda la geografía de la región. 
La cocina catalana es casera, creativa, de tradición slow food mucho antes de que este movimiento naciera, hecha con productos locales, frescos, de temporada y de gran calidad. Es posible comer un muy buen menú por precios justos, en establecimientos sin pretensiones pero muy respetables. La cocina molecular con presentaciones espectaculares usa los mismos buenos ingredientes pero necesita de presupuestos de material y personal mucho mayores.
Los hay que apuestan por la cocina innovadora, pero respetando y basándose en la cocina tradicional catalana, como:
- "El Bulli" de Ferran Adrià, que se encuentra en Rosas (Gerona), cerrado el 30 de julio de 2011.
- "Sant Pau" de Carme Ruscalleda que se encuentra en San Pol de Mar.
- "Restaurante l`Angle" de Jordi Cruz, galardonado en 2008 con la estrella michelin y que se encuentra en San Fructuoso de Bages, en el hotel Món Sant Benet

.
Mientras que otros encuentran su éxito con la cocina tradicional de siempre, sin dejar por ello de cuidar su presentación y de sorprender:
- "Can Fabes" de Santi Santamaria, situado en San Celoni.
- "El Celler de Can Roca" de los tres hermanos Joan Roca, Josep Roca y Jordi Roca, situado en Gerona.
- "La Bóta del Racó" Avinguda Mare de Déu de Montserrat, 232